# ألكسندر وولف (متسابق بياثل)
الكسندر وولف (بالألمانية: Alexander Wolf)‏ هو متسابق بياثل ألماني، ولد في 21 ديسمبر 1978 في اشمالكالدن في ألمانيا.

## وصلات خارجية
- ألكسندر وولف على موقع IBU (الإنجليزية)
- ألكسندر وولف على موقع أوليمبيديا (الإنجليزية)